# Armenia na Letnich Igrzyskach Paraolimpijskich 2000
Armenia na Letnich Igrzyskach Paraolimpijskich 2000 w Sydney była reprezentowana przez czterech sportowców (wyłącznie mężczyzn), którzy nie zdobyli żadnego medalu. Był to drugi występ tego państwa na letnich igrzyskach paraolimpijskich (po starcie w roku 1996).

## Wyniki

### Podnoszenie ciężarów
| Zawodnik          | Kategoria | Wynik    | Pozycja | Źródło |
| ----------------- | --------- | -------- | ------- | ------ |
| Wiaczesław Osejan | –82,5 kg  | 160,0 kg | 12      | [ 2 ]  |

### Żeglarstwo
| Zawodnik                                         | Konkurencja | Wynik   | Pozycja | Źródło |
| ------------------------------------------------ | ----------- | ------- | ------- | ------ |
| Myher Awanesjan Garusz Danieljan Stasik Nazarjan | Sonar       | 58 pkt. | 10      | [ 3 ]  |